# Tara Hoyos-Martinez
Tara Vaitiere Hoyos-Martínez (n. el 28 de marzo de 1990) es una actriz y modelo inglesa coronada Miss Gran Bretaña 2010 en Birmingham. Representó al Reino Unido en el Miss Universo 2010 certamen que se celebró el 23 de agosto de 2010 en los Estados Unidos. 
Hoyos Martínez se graduó de la Universidad Metropolitana de Mánchester con un título en ciencia biomédica. Tara es de padres colombianos, nacida y criada en el oeste de Londres, Inglaterra. Ella es fluida en su lengua natal, inglés, también habla el español y el francés a un nivel avanzado. Tara asistió al Grey Coat Hospital School Cofe, en Rochester Row, Westminster, donde se destacó en Literatura inglesa , Ciencias, Matemáticas, Idiomas extranjeros y actividades extracurriculares como la danza y el teatro. Tara también fue un extra en un vídeo de Tinie Tempah en 2007.